# 台鐵EMU400型電聯車
台鐵EMU400型電聯車為台鐵於1990年自南非購入的電聯車，亦為台鐵第一代通勤電聯車:102，總共引進12組48輛，自營運開始即投入新竹基隆間的通勤列車服務，取代過去的無空調通勤客車，由於EMU800型電聯車的引進，已於2015年3月改點後全數退出正班車運用:54。雖然EMU400型電車整體營運時間僅有25年，但其仍然為台鐵第一代通勤電聯車，歷史意義重大。

## 引進概要
EMU400型電聯車引進時的1990年，儘管電氣化已久，無空調系統的普快車仍為台鐵通勤列車的主要車種，而名片式車票亦普遍使用:50，為配合台鐵捷運化計畫，改善乘坐舒適度，規劃引進本型列車:54，以取代原行駛於基隆至新竹北部通勤區間之柴油快車，並訂定車種為通勤電車:65，1990年11月9日，開放一般民眾體驗試乘，隔日開始正式營運。2006年11月配合改點，啟用新車種區間車:57:103，採復興號票價計費。

## 規格與構造

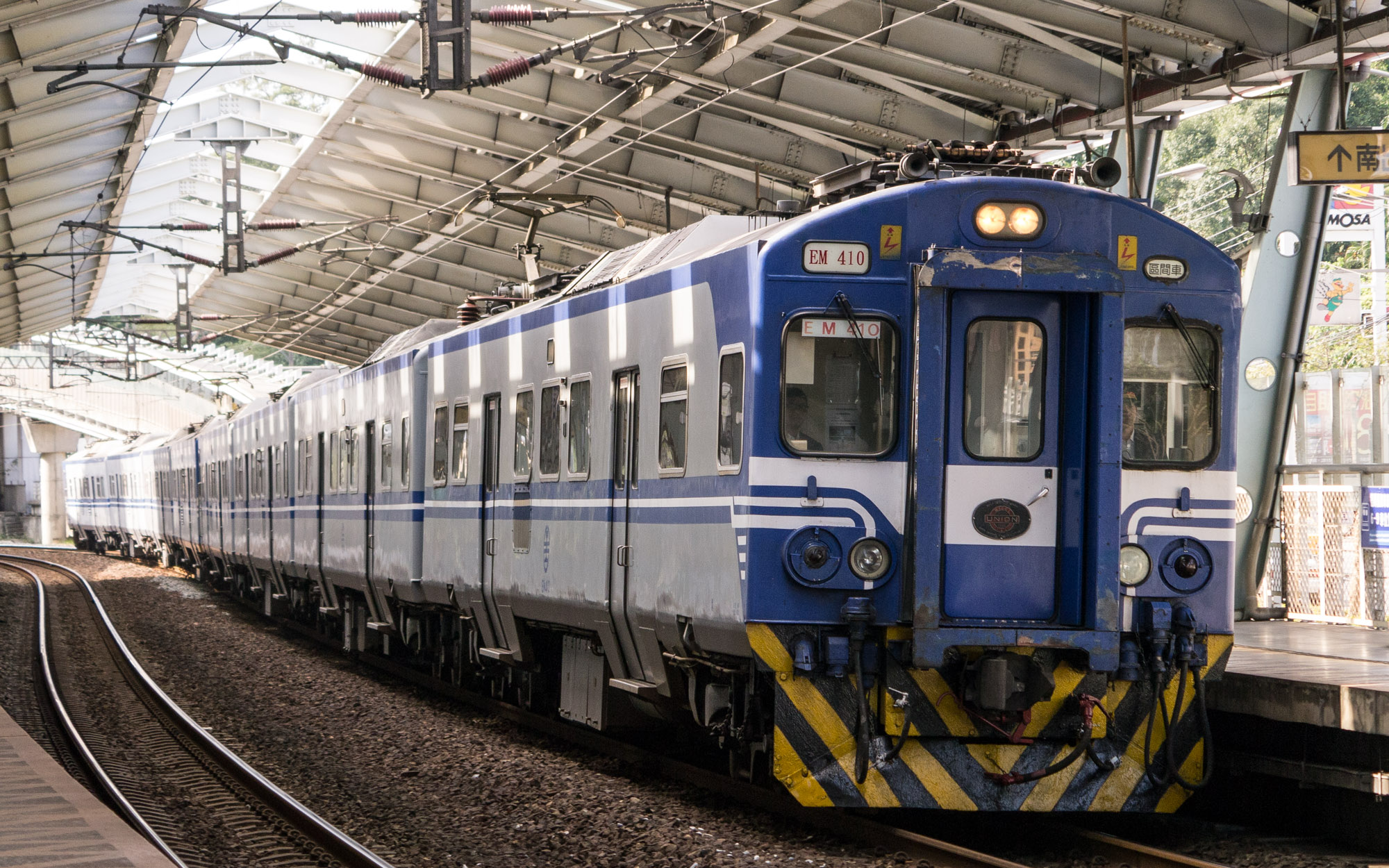
本型列車於汐科車站

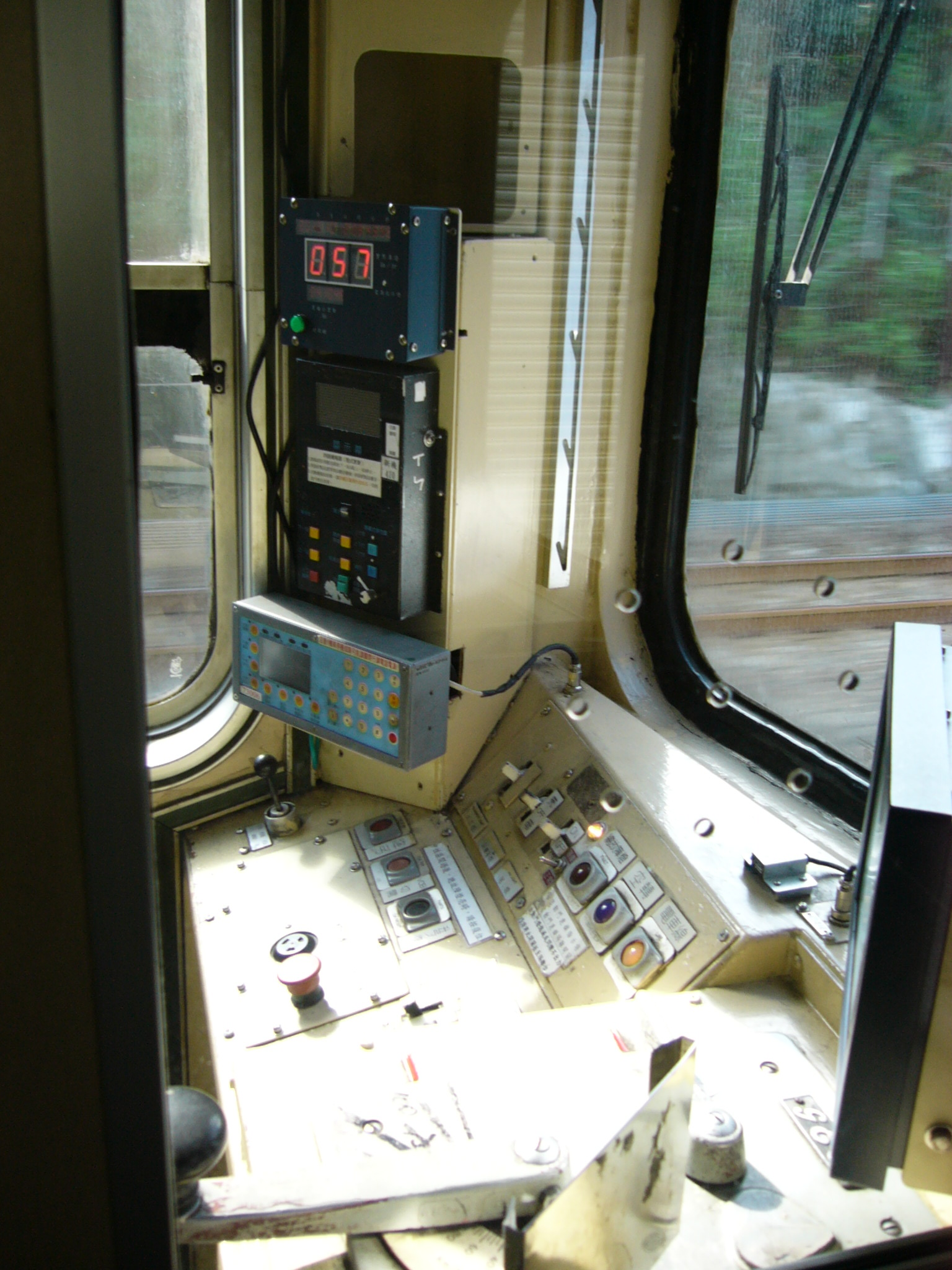
EMU400的駕駛室

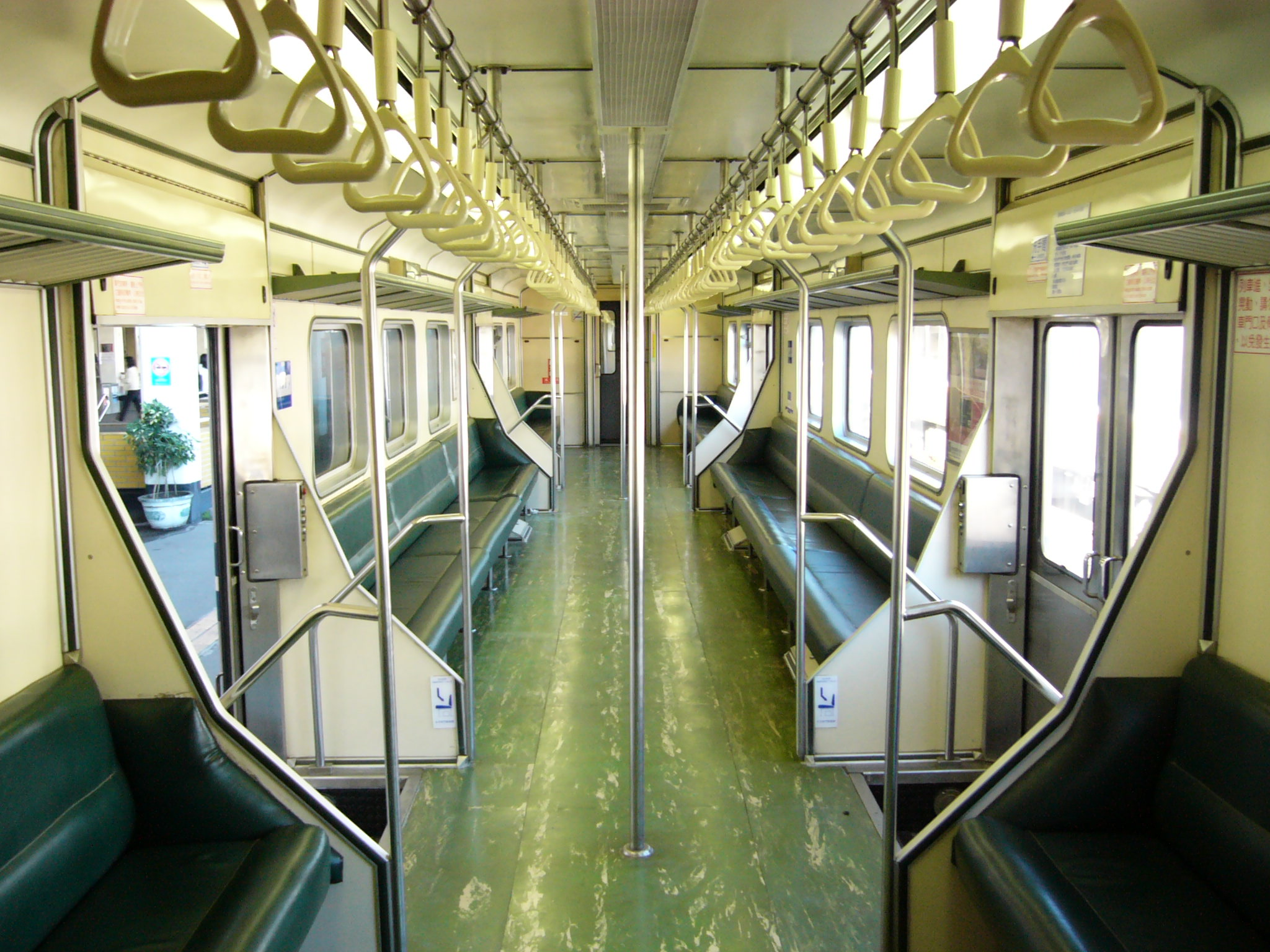
內裝

### 概要
本型列車以每4輛為1編組，分別為EM車（駕駛馬達車）、EP車（電源拖車）、ET車（拖車）和EMC車（駕駛馬達車，有車長室）:59，最多可4編組共16輛連結運轉:58，其中牽引馬達裝於EM車及EMC車，使用直流馬達，而集電弓位於EP車，ET車則另有發電機（MA-set）:57。另本型列車中加入ET車，使以往EMU200、EMU300三輛一組的編組方式改為四輛一組，並延用同設計至EMU500、EMU600等後續車種:86。

### 外觀
本型列車初期外觀採南非國家標準SANS 1091之群青色 (F09, Ultramarine, NCS色碼3355-R80B) 搭配雲白色 (G80, Cloud white, NCS色碼0704-G38Y) 線條做塗裝，台鐵局徽、車號等亦使用群青色。車體兩側下緣內切設計為本型車的特徵，每節車門配置原設計為每側3門，但最終設計採用每側僅設2個車門:103，並且配置於靠近車廂中央，而連控自動門、終點顯示器為黑底白字等設計均為台鐵首見。:60在列車進行多次檢修後，逐漸將群青色塗裝改為今日之深藍色，並將終點顯示器改為紅色LED:64。2010年因配合月台高度提高工程，本型列車亦配合改造車門階梯，以符合一階化之目標，這次改造也是本型列車最後一次之改造:65。

### 內裝
本型列車引進初期使用如同年代公車(如1990年代臺北市公車)常見的拉環，座椅布顏色為橄欖綠，地板為黑色系，而後來拉環已改為同EMU500之樣式，座椅布顏色也更換為同EMU500使用之深綠，地板亦改為類似EMU500的綠色花紋地板（顏色比較深），靠近車門處設置立柱，天花板上亦有拉環，以容納大量乘客:63，天花板中央處沿車長方向設有方格網，播音喇叭及空調回風口內藏於此，空調回風口處則稍微加寬，為本型車獨有之特徵。車廂間的貫通門採用雙扉對開式拉門，是台鐵唯一採此種貫通門設計的車型。

### 廣播系統
為預錄廣播，內容與資訊系統改造前的EMU500相同，主機位於駕駛室，到站前司機會按下主機上的廣播按鈕，缺點為操作上較為麻煩；廣播語言有國語、閩南語、客家語、英語。

## 軼事
2015年10月，在EMU400型電聯車退出營運之後，於台鐵七堵調車場當中停放的部分該型號電聯車被發現遭到塗鴉，由於調車場地形開闊且缺少監控設施，使得塗鴉者的身份無從查起，對此台鐵相關負責人表示該案已經報警處理。